# フランチェスコ2世 (両シチリア王)
フランチェスコ2世（Francesco II, 1836年1月16日 - 1894年12月28日）は両シチリア王国最後の国王（在位：1859年 - 1860年）。あだ名はフランチェスキエッロ（Franceschiello）。前王フェルディナンド2世と王妃マリーア・クリスティーナ（サルデーニャ国王ヴィットーリオ・エマヌエーレ1世と王妃マリーア・テレーザの王女）の間に生まれた。イタリア国王ヴィットーリオ・エマヌエーレ2世は遠縁にあたる。
ナポリ大司教で枢機卿のクレッセンツィオ・セペの提言に基づきフランチェスコ2世の列聖の手続きが開始され、現在は神の僕の称号が追贈されている。

## 生涯

### 生い立ち
両シチリア国王フェルディナンド2世と、サヴォイア家出身のサルデーニャ王女マリーア・クリスティーナ・ディ・サヴォイアとの唯一の子として生まれた。クリスティーナはフランチェスコ2世を生んですぐに亡くなり、跡継ぎの心配をした父はハプスブルク家のテシェン公女マリーア・テレーザと再婚した。継母と父との間に12人もの子供が生まれる中、フランチェスコは無事に成人して長男として父の跡継ぎと目されるようになった。しかし幼い頃から特殊な環境で育ったフランチェスコ2世は複雑な性格となり、信心深く反動的で、優柔不断な気質で知られた。

### 国王として
1859年2月3日、フランチェスコはバイエルン女公マリー・ゾフィー（マリーア・ソフィア）と結婚した。同年5月22日、父の急死によって23歳で王位を継ぎ、両シチリア国王フランチェスコ2世となった。
国王としてはわずか1年の統治期間しか持たなかったため、具体的な行動はあまり多くはない。その中でも特筆に値する出来事として、宰相にサレント出身のカルロ・フィランジェーリを抜擢したことが挙げられる。フィランジェーリはサヴォイア家が北イタリアを統一したのを目の当たりにすると、積極的にサルデーニャと同盟を結ぶための働きかけを行った。当初は南イタリアまで統一するかどうか検討の段階にあったサルデーニャ王国側も、南北同盟によるイタリア地方の対オーストリア体制確立を前向きに検討して、実際にカヴール首相とフィランジェーリとの交渉が行われていた。
両シチリア王国では約7000人のスイス傭兵が全て本国に帰還する騒ぎがあった。1859年6月に教皇ピウス9世はペルージャでの反乱の鎮圧のためスイス傭兵を差し向け弾圧した（ペルージャ虐殺）。この事件は自由主義者らからの批判を浴び、スイス人に対する批判や憎悪も生まれた。事態を重く見たスイス政府は自国民が外国の傭兵になることを禁止した。傭兵であるにもかかわらず両シチリア王国の君主に対する篤い忠誠心に感心して、ナポリに駐在していたあるイギリス大使は「この国で頼りになる兵隊はスイス兵だけだ」と言ったが、彼らがいなくなり両シチリア王国の国防力は大きく低下した。
1860年、カヴール首相とは両シチリアとサルデーニャが同盟を結んだ上で教皇領（ローマ市を除く）を分割併合する同盟案を提示した。フィランジェーリは王にこれを打診したが、信心深いフランチェスコ2世は教会と対立することを嫌って同盟案を拒絶した。次いでフィランジェーリは国の近代化のために憲法の復活を求めたが、フランチェスコ2世にまたも反対され、宰相を辞任した。

### ガリバルディ上陸
その頃、カラブリアとシチリア島では革命派の運動が激化しており、加えてサルデーニャではガリバルディが南部解放の戦争を遂行しようとしていた。フランチェスコ2世は事前に露見した幾つかの陰謀について首謀者を厳しく取り締まったが、勢いは停まらなかった。1860年5月にシチリア島にガリバルディ率いる千人隊が上陸すると、革命軍は彼を歓迎して軍に加わり、瞬く間にシチリア全土がガリバルディ軍の傘下に入った。フランチェスコ2世は義兄であるオーストリア皇帝フランツ・ヨーゼフ1世に救援を要請したが、1年前にソルフェリーノの戦いに負けたばかりのオーストリア帝国にそのような余裕はなかった。ここに至ってフランチェスコ2世は憲法の制定による立憲君主制への移行を決断したが、この段階でも王党派の政治家による強硬な反発に遭っている。
ともかく成立した両シチリアの立憲政府は、リボリオ・ロマーノを初代首相に選出した。だが改革の最中にもガリバルディ軍は猛烈な勢いで各地の反乱運動を取り込んで大勢力化していき、途中からはカヴールの命によってサルデーニャ軍部隊も援軍として加わっていった。しかしガリバルディは、立憲改革を進め始めた両シチリアを武力で倒すべきかどうか悩んで、しばし軍の進撃を停止した。その間にロマーノ首相の説得を受けたフランチェスコ2世は、マリーア・ソフィア王妃と共にガエータへ脱出、全軍をそこに結集して決戦に応じることにした。王が去ったとの報を聞いたガリバルディはナポリに入城すると、南部の共和派を集めて臨時共和政府を樹立した。

### サルデーニャ軍の南下
同時期に教皇領への単独併合を進めていたサルデーニャ国王ヴィットーリオ・エマヌエーレ2世は、全土占領を完了すると遂に両シチリア王国へと進軍を開始した。ガエタに結集していた両シチリア軍は2方向へ軍を割かなければならなくなり、サルデーニャ軍はカプアの戦いで、ガリバルディ軍はボルツァーノの戦いで、それぞれ両シチリア軍を撃破した。その後、フランチェスコ2世は王妃マリーア・ソフィアと共にガエタ要塞に立てこもって抵抗を続けた。この時の国王夫妻の懸命な努力は、サルデーニャ側の援軍として加わっていたフランス海軍の砲撃を退けるなど、両シチリア軍の善戦に繋がった。
しかし抵抗も空しく、1861年2月12日に要塞は陥落し、最後の拠点を失った両シチリア軍は降伏した。

### 晩年
両シチリア王国を占領して南北統一を果たしたヴィットーリオ・エマヌエーレ2世はイタリア国王に戴冠、イタリア統一は果たされた。一方、王位を失った夫妻は各地を亡命先として渡り歩いた。夫妻の間に子供はなく、唯一亡命生活中に生まれた娘も数ヵ月後に夭逝するなど、子宝に恵まれなかった。1894年12月28日、オーストリア＝ハンガリー帝国トレンティーノ地方のアルコ（現在はイタリア領）において、フランチェスコ2世は58歳で波乱の人生に幕を下ろした。マリーア・ソフィアは両シチリア王国の再興のため活動を続けたが、再興が叶わぬまま第一次世界大戦後の1925年に死去した。王位請求権は異母弟のカゼルタ伯アルフォンソに受け継がれた。
フランチェスコ2世はその境遇ゆえに優柔不断で反動的な君主であり、動乱期の両シチリアを適切に率いることが出来なかった。それでもその統治は短いながらも、父王に比べれば反体制派への粛清や弾圧は少なかった。歳若い王が見せた王国滅亡までの努力は、フランチェスコ2世への強い尊敬と同情を南イタリアの王党派に刻み付けた。